# Prahecq
Prahecq település Franciaországban, Deux-Sèvres megyében. Lakosainak száma 2249 fő (2022. január 1.). Prahecq Aiffres, Brûlain, Saint-Martin-de-Bernegoue, Vouillé és Aigondigné községekkel határos.

## Népesség
A település népességének változása:
| Lakosok száma | 2073 | 2135 | 2194 | 2179 | 2200 | 2217 | 2242 | 2246 | 2249 |
|               | 2013 | 2015 | 2016 | 2017 | 2018 | 2019 | 2020 | 2021 | 2022 |